# Карпово (городской округ Солнечногорск)
Карпово — деревня в Московской области России. Входит в городской округ Солнечногорск. Население — 47 чел. (2010).

## География
Деревня Карпово расположена на севере Московской области, в центральной части округа, примерно в 6,5 км к юго-востоку от центра города Солнечногорска, с которым связана прямым автобусным сообщением, рядом с федеральной автодорогой М10. К деревне приписано 4 садоводческих товарищества. Ближайшие населённые пункты — посёлки санатория Министерства Обороны и Верхнеклязьминского лесничества, деревни Дубинино, Пешки и Хметьево.

## Население
| 1852 | 1859 | 1890 | 1899 | 1926 | 1966 |
| ---- | ---- | ---- | ---- | ---- | ---- |
| 76   | ↗144 | ↘84  | →84  | ↗117 | ↘95  |
| 1998 | 2002 | 2010 |      |      |      |
| ↘11  | ↗15  | ↗47  |      |      |      |

## История
Карпово, сельцо 1-го стана, Вишняковой, Натальи Михайловны, надворного советника, крестьян 36 душ мужского пола, 40 женского, 26 верст от уездного города, между шоссе и Дмитровским трактом.— Нистрем К. Указатель селений и жителей уездов Московской губернии, 1852 г.
В «Списке населённых мест» 1862 года — владельческая деревня 1-го стана Клинского уезда Московской губернии по левую сторону Санкт-Петербурго-Московского шоссе от Клина к Москве, в 30 верстах от уездного города и 8 верстах от становой квартиры, при колодце, с 9 дворами и 144 жителями (45 мужчин, 99 женщин).
По данным на 1899 год — деревня Солнечногорской волости Клинского уезда с 84 душами населения.
В 1913 году — 19 дворов.
По материалам Всесоюзной переписи населения 1926 года — центр Карповского сельсовета Солнечногорской волости Клинского уезда в 1 км от Ленинградского шоссе и 7,5 км от станции Подсолнечная Октябрьской железной дороги, проживало 117 жителей (51 мужчина, 66 женщин), насчитывалось 22 хозяйства, среди которых 19 крестьянских.
С 1929 года — населённый пункт в составе Солнечногорского района Московского округа Московской области. Постановлением ЦИК и СНК от 23 июля 1930 года округа как административно-территориальные единицы были ликвидированы.
1929—1939 гг. — деревня Гришинского сельсовета Солнечногорского района.
1939—1957, 1960—1963, 1965—1994 гг. — деревня Солнечногорского сельсовета Солнечногорского района.
1957—1960 гг. — деревня Солнечногорского сельсовета Химкинского района.
1963—1965 гг. — деревня Солнечногорского сельсовета Солнечногорского укрупнённого сельского района.
С 1994 до 2006 гг. деревня входила в Солнечногорский сельский округ Солнечногорского района.
С 2005 до 2019 гг. деревня включалась в городское поселение Солнечногорск Солнечногорского муниципального района.
С 2019 года деревня входит в городской округ Солнечногорск.